# Dicliptera ciliares

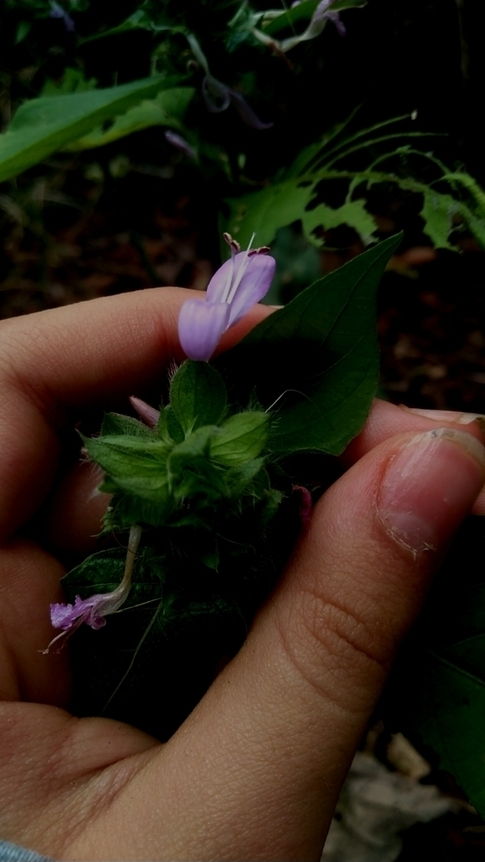
Dicliptera ciliaris

Dicliptera ciliaris é uma espécie de planta da família Acanthaceae, amplamente distribuída em regiões tropicais e subtropicais. No Brasil, sua ocorrência foi registrada em diversos estados, incluindo o Maranhão.

## Descoberta no Maranhão
O primeiro registro da presença de Dicliptera ciliaris no estado do Maranhão foi realizado a partir de um levantamento florístico na restinga da praia de Itatinga, no município de Alcântara. Esse achado destaca a importância de estudos voltados para o conhecimento da flora local e da biodiversidade vegetal brasileira.

## Características
A Dicliptera ciliaris é uma erva que pode atingir entre 40 e 50 cm de altura. Seu caule é anguloso, e suas folhas são simples, alternas e elípticas, variando de 1,2 a 11,4 cm de comprimento e 1,0 a 6,0 cm de largura. Suas flores são subentendidas por quatro brácteas, que apresentam ápice mucronado. O fruto é do tipo cápsula.

## Importância ecológica
A presença da Dicliptera ciliaris na restinga maranhense reforça a necessidade de conservação dos ecossistemas costeiros, que abrigam uma rica biodiversidade e desempenham papel fundamental na manutenção dos ciclos ecológicos.